# I dannati (film 2024)
I dannati (The Damned) è un film del 2024 diretto da Roberto Minervini, al suo primo film di finzione.

## Trama
Nell'inverno del 1862, in piena guerra di secessione, una compagnia di volontari viene inviata a perlustrare e presidiare quelle terre selvagge e inesplorate che dovranno diventare il territorio del Montana.

## Produzione
Minervini ha iniziato a lavorare su I Dannati nel 2020. Nel corso della stesura, l'anno successivo ha viaggiato a Helena, Montana e discusso con dei membri della National Guard per coinvolgerli nella partecipazione al film. Tra il cast, sono presenti precedenti collaboratori, come ad esempio Tim Carson, già ritratto nel documentario Stop the Pounding Heart.
Per le riprese, la troupe si è stabilita in un accampamento nel Montana e ha permesso agli abitanti del luogo di visitarlo ed essere parte della pellicola. La produzione è stata portata avanti senza una sceneggiatura e il film è stato girato in ordine cronologico.

## Promozione
Il trailer del film è stato diffuso online il 9 maggio 2024, anche in italiano il giorno seguente.

## Distribuzione
Il film è stato presentato in anteprima il 16 maggio 2024 nella sezione Un Certain Regard del 77º Festival di Cannes. È stato distribuito nelle sale cinematografiche italiane da Lucky Red a partire dallo stesso giorno.

## Accoglienza

### Critica
Il critico cinematografico Carlo Valeri su Sentieri selvaggi lo ha descritto come "una ambiziosa contro-storia degli Stati Uniti portata avanti da sempre dal regista italiano", mentre Elisa Battistini su Quinlan evidenzia che è "un’opera che con grande brillantezza affronta la guerra e la sua assurdità". Anche Gian Luca Pisacane su Cinematografo nota che "Minervini abbandona il documentario, ma non perde lo sguardo politico, sociale, che lo ha sempre caratterizzato".

## Riconoscimenti
- 2024 - Festival di Cannes[4]
  - Premio migliore regia nella sezione Un Certain Regard